# 감일동
감일동(甘一洞)은 경기도 하남시의 서남부에 위치한 행정동이자 법정동의 명칭이다.

## 개요
감일동은 하남시내와는 이성산, 금암산, 수도권제1순환고속도로 등으로 이격되고 서울특별시 송파구와 연담화된 지역이다. 하남시 설치 이후에는 행정동인 감북동에 속했는데, 하남감일 공공주택지구가 조성되어 2020년 4월 20일에 감일동 일부(수도권제1순환고속도로의 남쪽)와 감이동 일부(위례동 관할구역 제외)를 관할로 하여 분동하였다. 국가 중요시설인 한국전력공사 동서울전력지사가 위치해 있다.

## 법정동
- 감일동(甘一洞)
- 감이동(甘二洞)

## 교육
- 감일초등학교 (감이동)
- 단샘초등학교 (감이동)
- 신우초등학교 (감일동)
- 감일중학교 (감이동)
- 감일고등학교 (감이동)

## 주거
| 단지명                   | 건설사                         | 시행사                                  | 주소                    | 입주        | 비고 |
| ------------------------ | ------------------------------ | --------------------------------------- | ----------------------- | ----------- | ---- |
| 감일 에코엔 이편한세상   | 대림산업 태영건설 계룡건설산업 | 하남도시공사                            |                         |             |      |
| 감일 제일풍경채          | 제일건설㈜                     | 대한토지신탁 제24호 부동산투자관리회사  |                         |             |      |
| 힐스테이트 감일 포웰시티 | 현대건설                       | 현대건설 대우건설 포스코이앤씨 태영건설 | 감일백제로 120 (감이동) | 2020년 10월 |      |
| 더샵 포웰시티            | 포스코이앤씨                   | 현대건설 대우건설 포스코이앤씨 태영건설 | 감일백제로 70 (감이동)  | 2021년 2월  |      |
| 포웰시티 푸르지오 라포레 | 대우건설                       | 현대건설 대우건설 포스코이앤씨 태영건설 | 감일백제로 20 (감이동)  | 2021년 2월  |      |
| 감일 마크베르 푸르지오   | 대우건설                       | 대우건설                                | 감일중앙로 80 (감이동)  | 2023년 6월  |      |